# Jannowitz (Göda)
Jannowitz, obersorbisch Janecyⓘ, ist ein Dorf im Oberlausitzer Landkreis Bautzen. Es gehört zur Gemeinde Göda und liegt im Oberlausitzer Gefilde 204 m über dem Meeresspiegel. Von jeher bis zum Jahr 1969 war Jannowitz ein Ortsteil von Bolbritz.
Nachbarorte sind Döberkitz im Osten, Buscheritz im Süden und Döbschke im Nordwesten.

## Geschichte
Die erste urkundliche Erwähnung des Rundlings als Janowicz stammt aus dem Jahr 1417. Obwohl Jannowitz noch 1511 als Rittersitz galt, übte die Grundherrschaft schon 1580 das Seitschener Rittergut aus, 1777 dann das Bolbritzer.

### Einwohner
1834 hatte Jannowitz insgesamt 52 Einwohner, davon 47 evangelische. Im Jahre 1884 hatte der Ort nach der Statistik von Arnošt Muka 69 Einwohner, die ausnahmslos Sorben waren.

## Persönlichkeiten
In Jannowitz wurde 1882 der sorbische Lehrer Arnošt Holan geboren.

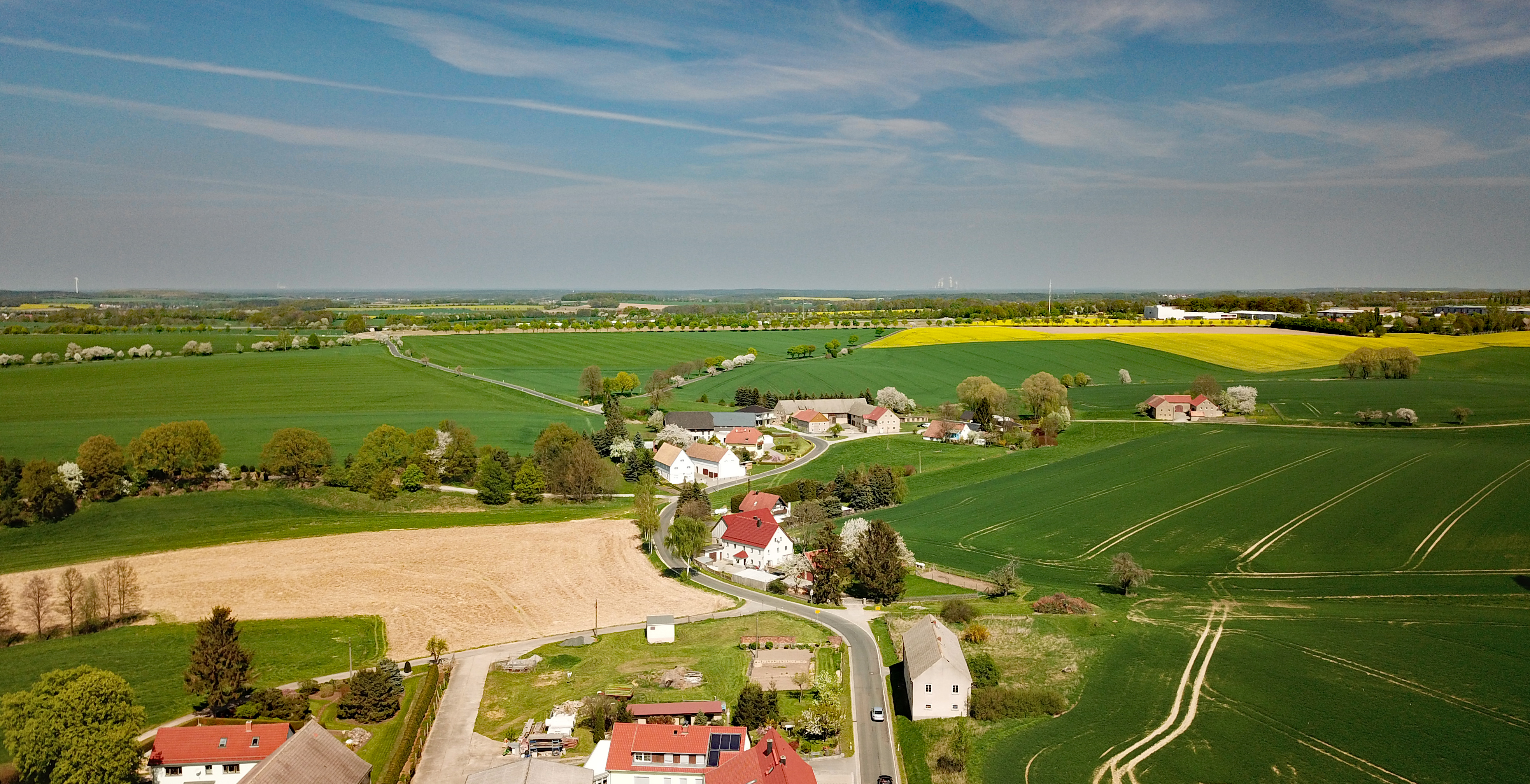
Luftbild von Jannowitz